# Джанг (Камерун)
Джанг (фр. Dschang) — город в Западном регионе Камеруна. Является административным центром департамента Менуа. Расположен примерно в 46 км к западу от города Бафусам, на высоте 1377 м над уровнем моря. Ввиду значительной высоты над уровнем моря, Джанг характеризуется прохладным климатом и живописными пейзажами.
Население по данным на 2012 год составляет 76 524 человека. Преобладающая этническая группа — бамилеке, говорящая на языке йемба. Большая часть населения — католики, имеются также протестанты и мусульмане.
Является важным сельскохозяйственным центром. Вблизи города было найдено месторождение бокситов, однако из-за отсутствия инфраструктуры полномасштабные горные работы на сегодняшний день не производятся.